# Чарлстон Бэттери
Чарлстон Бэттери (англ. Charleston Battery) — американский профессиональный футбольный клуб, базирующийся в городе Чарлстон, штата Южная Каролина. Выступает в USL, второй по силе футбольной лиге США.

## История
Клуб был основан в 1993 году группой местных футбольных энтузиастов во главе с Тони Баккером, уроженцем Лондона, который основал компанию по разработке программного обеспечения Blackbaud в районе Чарлстона в 1989 году.
В 2008 году «Чарлстон Бэттери» впервые в истории вышел в финал Открытого кубка США, сыграв против команды Главной лиги футбола Ди Cи Юнайтед на стадионе RFK. В первом тайме команда из Чарлстона забила ранний гол, но Ди Си сравняли счет и к перерыву результат был равным. В начале второго тайма Ди Си Юнайтед вышел вперед, в последние секунды дополнительного времени Марко Реда забил мяч в сетку ворот, но гол был отменен из-за офсайда. «Юнайтед» выиграл матч со счетом 2:и стал обладателем Кубка США.
В 2010 году «Чарлстон» был приглашен несколькими клубами USL присоединиться к отколовшейся лиге, известной как Североамериканская футбольная лига, но клуб решил остаться в системе USL и по итогам сезона вылетел во Второй дивизион USL, на то время четвертую по силе лигу. В сезоне 2010 года «Чарлстон» лидировал в турнирной таблице лиги в течение всего игрового сезона был непобедим дома. Anhaeuser was named the league’s coach of the year, his second time receiving the honor.
В феврале 2016 года было объявлено, что давний мажоритарный владелец Тони Баккер продал клуб B Sports Entertainment, инвестиционной группе, возглавляемой местными техническими руководителями.
В октябре 2019 года было объявлено, что B Sports Entertainment продала клуб Робу Сальваторе из HCFC, LLC с переездом в футбольный комплекс Patriots Point в Маунт-Плезант.

## Достижения
- Финалист Открытого кубка США:2008
- Полуфиналы (2): 1999, 2004
- Четвертьфиналы (3): 2007, 2009, 2010
- Чемпионат USL (3 раза):1996,2003,2012
- Второе место (1): 2023
- Чемпионы Восточной конференции (Плей-офф) (1):2023
- Второй дивизион USL:2010

## Известные игроки
- Эрик Виналда